# Немачки курент
Немачки курент (од лат. currere „трчати“) је рукописно писмо, које се налазило у општој употреби на немачком говорном простору од почетка новог века до средине 20. века. Типографски гледано представља варијанту фрактуре. Мада се у Немачкој често колоквијално сва немачка рукописна писма погрешно називају зитерлином, курент ипак не треба изједначавати са њим.
Немачки курент се од округлог латиничног писма разликује по оштрим угловима. Са мањим модификацијама коришћен је и у земљама Скандинавије, Данској и Норвешкој, до 1875. године, под називом „готско писмо” (Gotisk skrift).

## Примери употребе
- Компјутеризовани курент (спис Имануела Канта „Шта је просветитељство?”)
- Аутограф Вилхелма Буша (недатирано, негде крајем 19. века)
- Разгледница са поздравом из Билица (Дечак испред школске табле, око 1905. године. Име планине Климчок (Klimczok) репродуковано је латиничним словима „cz“.)
- Општински дечји дом у Еслингену на Некару (снимљено 2006)
- Лист из једног гренцпротокола, крајем 19. века, близу Бухолца
- Завршна реченица једног уговора из 1750. године. Пример упоредне употребе курента и латинице.
- Јохан Христоф Егедахер: Процена трошкова за оргуље намењених цркви Марије Кирхентал из 1716. године. Стране речи исписане су овде латиницом.